# Liste der Geschwindigkeitsrekorde für Motorräder

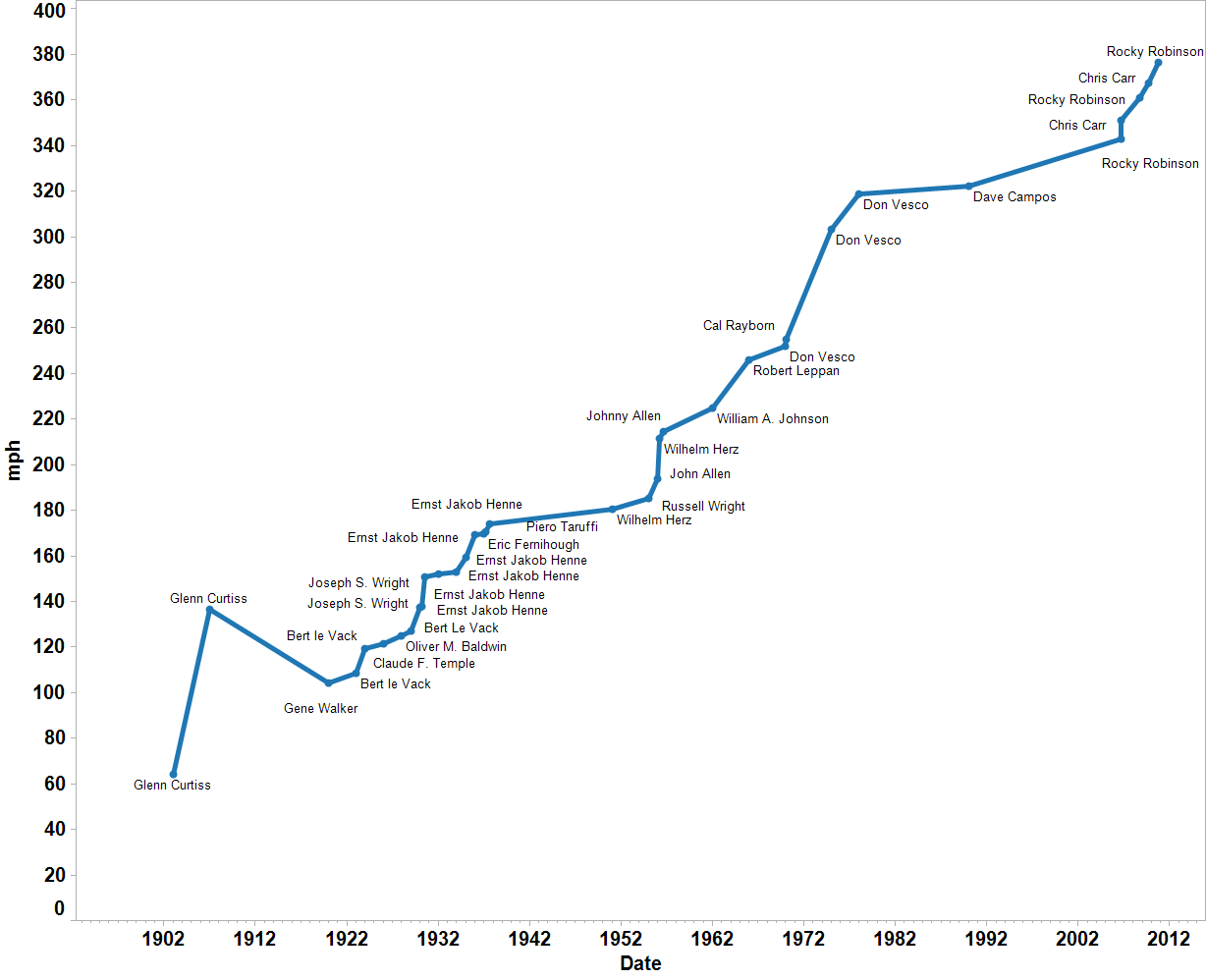
Entwicklung der Geschwindigkeitsrekorde für Motorräder

Seit 1909 werden Geschwindigkeitsrekorde für Motorräder anerkannt von der Fédération Internationale de Motocyclisme, kurz FIM. Seit 1920 unterscheidet die FIM, neben der Hubraumgröße, in den Disziplinen:
- Fliegender Start: 1 Kilometer, 1 Meile und
- Stehender Start: ¼ Meile, 1 Kilometer, 1 Meile, 10 km, 100 km, 1000 km, 1 Stunde, 6 Stunden, 12 Stunden, 24 Stunden.

Für den fliegenden Start ist aus der Hin- und Rückfahrt, die innerhalb einer Stunde durchzuführen sind, die Durchschnittsgeschwindigkeit zu errechnen. Die Zeitgenauigkeit betrug von 1920 bis 1935 1/100 Sekunde, danach wurde auf 1/1000 Sekunde (mit Ernst Jakob Henne) genau gemessen. Vor 1909 gab es Geschwindigkeitsrekorde, die zwar national, jedoch nicht international anerkannt wurden; bis 1920 wurden die Rekorde nur in eine Richtung gefahren.

## Entwicklung
Die ersten Räder (mit Dampf betrieben) erreichten kaum mehr als doppelte Schrittgeschwindigkeit, ebenso der erste Vorläufer des Motorrads, der Daimler-Reitwagen von 1885, der mit einer Höchstgeschwindigkeit von 12 km/h angegeben war. Schneller war das erste Motorrad von Hildebrand und Wolfmüller mit 40 km/h im Jahre 1894; heute liegt der Rekord bei über 605 km/h Höchstgeschwindigkeit.
Setright unterscheidet die Strecken, auf denen die Rekorde gefahren wurden, in die Zeit vor 1923, von 1923 bis 1956 und danach. Bis 1923 fanden die Rekordversuche auf abgesperrten Rennstrecken, überwiegend Brooklands und Daytona Beach, statt. In der Zeit von 1923 bis 1956 fanden die Versuche auf öffentlichen geraden Straßen (Frankreich, Ungarn, Irland) oder Autobahnen (Deutschland, Italien) statt. Nach 1956 wurden nur noch auf dem Salzsee von Bonneville Versuche durchgeführt.

## Liste der Höchstgeschwindigkeit für Motorräder (1870 bis 1909)
| Datum         | Geschwin- digkeit | Fahrzeug (Name)           | Fahrer               | Ort                              | Anerkennung | Bemerkungen                                       |
| ------------- | ----------------- | ------------------------- | -------------------- | -------------------------------- | ----------- | ------------------------------------------------- |
| Apr. 1870     | 15,00 km/h        | Michaux-Perreaux Dampfrad | Pierre Michaux       | Paris-Saint-Germain (Frankreich) | −           | Rekord mit Dampfrad erzielt                       |
| 10. Nov. 1885 | 12,00 km/h        | Daimler-Reitwagen         | Paul Daimler         | Stuttgart (Deutschland)          | −           |                                                   |
| 10. Jan. 1894 | 40,00 km/h        | Hildebrand und Wolfmüller | Hans Geisenhof       | München (Deutschland)            | −           |                                                   |
| 1. Juni 1896  | 64,00 km/h        | Roper Dampfrad            | Sylvester H. Roper   | Boston (USA)                     | −           |                                                   |
| 26. Aug. 1902 | 62,00 km/h        | Pécourt                   | Miss Jolivet         | Deauville (Frankreich)           | ACF         | [ Anm. 1 ]                                        |
| 28. März 1903 | 90,12 km/h        | Indian                    | Oscar Hedstrom       | Ormond Beach (USA)               | ACF         | V2-Motor                                          |
| 17. Juni 1903 | 98,63 km/h        | Clément V4                | Léon Derny           | Ostende (Belgien)                | −           | V4-Motor                                          |
| 21. Okt. 1903 | 104,60 km/h       | Griffon V2                | Dominique Lamberjack | Dourdan (Frankreich)             | ACF         | V2-Motor von Zedel                                |
| 28. Jan. 1904 | 108,30 km/h       | Hercules-Curtiss V2       | Glenn Curtiss        | Ormond Beach (USA)               | ACF         | 695-cm³-V2-Motor                                  |
| 3. Okt. 1904  | 123,29 km/h       | Peugeot V2                | Vincenzo Lanfranchi  | Dourdan (Frankreich)             | ACF         | 1489-cm³-V2-Motor mit 12 PS (68,5 kg Leergewicht) |
| 16. Juli 1906 | 139,53 km/h       | Peugeot V2                | Giosuè Giuppone      | Ostende (Belgien)                | −           | V2-Motor                                          |
| 24. Jan. 1907 | 219,45 km/h       | Curtiss V8                | Glenn Curtiss        | Ormond Beach (USA)               | ACF         | V8-Motor                                          |

## Liste der Geschwindigkeitsrekorde für Motorräder (1909 bis 2010)
In der Liste der Geschwindigkeitsrekorde für Motorräder sind die absoluten Geschwindigkeitsrekorde aufgeführt.
| Datum         | Geschwin- digkeit | Fahrzeug (Name)                  | Fahrer             | Ort                                        | FIM Anerkennung | Bemerkungen |
| ------------- | ----------------- | -------------------------------- | ------------------ | ------------------------------------------ | --------------- | --- |
| 16. Juni 1909 | 122,16 km/h       | NLG                              | W. E. Cook         | Brooklands (England)                       | ja              | Erster anerkannter (one way) Weltrekord. 944-cm³-Peugeot–V2. |
| 20. Juli 1910 | 129,10 km/h       | Matchless                        | Charlie Collier    | Brooklands (England)                       | ja              | J.A.P.-V2-Motor. |
| 6. Juli 1911  | 143,02 km/h       | Indian                           | Jake De Rosier     | Brooklands (England)                       | ja              | 994-cm³-V2-Motor. |
| 19. Aug. 1911 | 147,04 km/h       | Matchless                        | Charlie Collier    | Brooklands (England)                       | ja              | J.A.P.-V2-Motor. |
| 2. Mai 1914   | 150,40 km/h       | Matchless                        | Sidney George      | Brooklands (England)                       | ja              | J.A.P.-V2-Motor. |
| 1915          | 177,00 km/h       | Cyclone                          | ?                  | USA                                        | nein            | V2-Motor. |
| 14. Apr. 1920 | 167,670 km/h      | Indian-Bahnrennmaschine          | Ernest Walker      | Daytona (USA)                              | ja              | Erster Rekord nach dem FIM-Reglement mit Hin- und Rückfahrt. 60,92 cubic inch (998-cm³-Motor). |
| 7. Sep. 1923  | 171,350 km/h      | Harley-Davidson-Bahnrennmaschine | Freddie Dixon      | Boulogne (Frankreich)                      | ja              | 988-cm³-V2-Motor mit 8 Ventilen. |
| 6. Nov. 1923  | 174,580 km/h      | British Anzani                   | Claude Temple      | Brooklands (England)                       | ja              | 996-cm³-V2-Motor von Anzani. |
| 27. Apr. 1924 | 182,590 km/h      | Brough Superior SS100            | Bert le Vack       | Arpajon (Frankreich)                       | ja              | 996-cm³-V2-Motor von J.A.P. |
| 6. Juni 1924  | 191,590 km/h      | Brough Superior SS100            | Bert le Vack       | Arpajon (Frankreich)                       | ja              | 996-cm³-V2-Motor von J.A.P. |
| 20. Okt. 1924 | 204,547 km/h      | Henderson De Luxe                | Fred Ludlow        | San Bernardino (USA)                       | nein            | Erstmals über 200 km/h. |
| 19. Jan. 1926 | 212,435 km/h      | Indian                           | Johnny Seymour     | Daytona Beach (USA)                        | nein            | V2-Motor. |
| 5. Sep. 1926  | 195,330 km/h      | J.A.P.-OEC                       | Claude Temple      | Arpajon (Frankreich)                       | ja              | 996-cm³-V2-Motor von J.A.P. |
| 25. Aug. 1928 | 200,560 km/h      | Zenith-J.A.P.                    | Owen Baldwin       | Arpajon (Frankreich)                       | ja              | 996-cm³-V2-Motor von J.A.P. Erstmals offiziell über 200 km/h. |
| Sep. 1928     | 210,180 km/h      | Brough Superior SS100            | George Brough      | Arpajon (Frankreich)                       | nein            | 996-cm³-V2-Motor von J.A.P. |
| 2. Aug. 1929  | 207,330 km/h      | Brough Superior SS100            | Bert le Vack       | Arpajon (Frankreich)                       | ja              | 996-cm³-V2-Motor von J.A.P. An diesem Tag wurde der Weltrekord viermal gebrochen. Joe Wright machte den Anfang mit 202,931, Bert le Vack war kurz darauf schneller, dann wiederum Wright und zum Schluss le Vack mit dem Rekord. |
| 19. Sep. 1929 | 216,750 km/h      | BMW WR 750                       | Ernst Jakob Henne  | München (Deutschland)                      | ja              | 735-cm³-BMW-Boxermotor mit Kompressor. Erster Rekord für BMW. |
| 31. Aug. 1930 | 220,990 km/h      | OEC-Temple                       | Joseph S. Wright   | Arpajon (Frankreich)                       | ja              | 998-cm³-J.A.P.-V2 mit Kompressor. Erstmals über den inoffiziellen, seit 1907 bestehenden Rekord von Glenn Curtiss mit seiner Curtiss V8.                                                                                         |
| 20. Sep. 1930 | 221,540 km/h      | BMW WR 750                       | Ernst Jakob Henne  | München (Deutschland)                      | ja              | 735-cm³-BMW-Boxermotor mit Kompressor. |
| 6. Nov. 1930  | 242,590 km/h      | Zenith-J.A.P.                    | Joseph S. Wright   | Cork (Irland)                              | ja              | 998-cm³-J.A.P.–V2 mit Kompressor. |
| 3. Nov. 1932  | 244,400 km/h      | BMW WR 750                       | Ernst Jakob Henne  | Tát (Ungarn)                               | ja              | 735-cm³-BMW-Boxermotor mit Kompressor. |
| 28. Okt. 1934 | 246,069 km/h      | BMW WR 750                       | Ernst Jakob Henne  | Gyón (Ungarn)                              | ja              | 735-cm³-BMW-Boxermotor mit Kompressor. |
| 27. Sep. 1935 | 254,046 km/h      | BMW WR 750                       | Ernst Jakob Henne  | Autobahn Frankfurt–Darmstadt (Deutschland) | ja              | 735-cm³-BMW-Boxermotor mit Kompressor. |
| 12. Okt. 1936 | 272,006 km/h      | BMW WR 500                       | Ernst Jakob Henne  | Autobahn Frankfurt–Darmstadt (Deutschland) | ja              | 493-cm³-BMW-Boxermotor mit Königswelle und Kompressor. |
| 19. Apr. 1937 | 273,244 km/h      | Brough Superior SS100            | Eric Fernihough    | Gyón (Ungarn)                              | ja              | teilverkleidete Maschine mit 996-cm³-V2-J.A.P.-Motor und Kompressor. |
| 21. Okt. 1937 | 274,181 km/h      | Gilera Rondine                   | Piero Taruffi      | Brescia (Italien)                          | nein            | Vollverkleidete 492-cm³-Gilera-Vierzylinder mit Kompressor. Einziger Rekord eines italienischen Herstellers. |
| 28. Nov. 1937 | 279,503 km/h      | BMW WR 500                       | Ernst Jakob Henne  | Autobahn Frankfurt–Darmstadt (Deutschland) | ja              | 493-cm³-BMW-Boxermotor mit Königswelle und Kompressor; der Rekord bestand 14 Jahre. |
| 12. Apr. 1951 | 290,322 km/h      | NSU Delphin I                    | Wilhelm Herz       | Ingolstadt (Deutschland)                   | ja              | 500-cm³-NSU-Motor mit Kompressor und 110 PS Leistung. |
| 2. Juli 1955  | 297,640 km/h      | Vincent Black Lightning          | Russel Wright      | Swannanoa (Neuseeland)                     | ja              | vollverkleidete 998-cm³-Vincent Black Lightning. |
| 4. Aug. 1956  | 338,092 km/h      | NSU Delphin III                  | Wilhelm Herz       | Bonneville Salt Flats (USA)                | ja              | 500-cm³-NSU-Motor mit Kompressor. |
| 6. Sep. 1956  | 345,043 km/h      | Triumph Streamliner              | Johnny Allen       | Bonneville Salt Flats (USA)                | nein            | 650-cm³-Triumph-Motor ohne Kompressor. |
| 9. Sep. 1962  | 361,410 km/h      | Dudek Triumph Streamliner        | William A. Johnson | Bonneville Salt Flats (USA)                | ja              | 667-cm³-Triumph-Motor. |
| 25. Aug. 1966 | 395,280 km/h      | Gyronaut X-1                     | Robert Leppan      | Bonneville Salt Flats (USA)                | ja              | zwei Triumph-Motoren. |
| 17. Sep. 1970 | 405,250 km/h      | „Big Red“-Yamaha                 | Don Vesco          | Bonneville Salt Flats (USA)                | ja              | zwei 350-cm³-Yamaha-Motoren. |
| 16. Okt. 1970 | 427,180 km/h      | Harley-Davidson Streamliner      | Cal Rayborn        | Bonneville Salt Flats (USA)                | ja              | 1480-cm³-Harley-Davidson-Motor. |
| 28. Sep. 1975 | 487,515 km/h      | Silver Bird                      | Don Vesco          | Bonneville Salt Flats (USA)                | ja              | zwei 700-cm³-Yamaha-Motoren. |
| 25. Aug. 1978 | 505,905 km/h      | Lightning Bolt                   | Don Vesco          | Bonneville Salt Flats (USA)                | ja              | zwei 1000-cm³-Kawasaki-Motoren. |
| 28. Aug. 1978 | 512,733 km/h      | Lightning Bolt                   | Don Vesco          | Bonneville Salt Flats (USA)                | ja              | zwei 1000-cm³-Kawasaki-Motoren. |
| 19. Juli 1990 | 518,327 km/h      | Harley-Davidson                  | Dave Campos        | Bonneville Salt Flats (USA)                | ja              | zwei Harley-Davidson-Motoren. |
| 3. Sep. 2006  | 552,209 km/h      | Top Oil Ack Attack               | Rocky Robinson     | Bonneville Salt Flats (USA)                | ja              | zwei Suzuki-Motoren mit zusammen 2600 cm³ Hubraum. |
| 5. Sep. 2006  | 564,693 km/h      | BUB Lucky Seven                  | Chris Carr         | Bonneville Salt Flats (USA)                | ja              | V4-Motor mit 3000 cm³ Hubraum. |
| 26. Sep. 2008 | 580,833 km/h      | Top Oil Ack Attack               | Rocky Robinson     | Bonneville Salt Flats (USA)                | ja              | zwei Suzuki-Motoren mit zusammen 2600 cm³ Hubraum. |
| 24. Sep. 2009 | 591,528 km/h      | BUB Lucky Seven                  | Chris Carr         | Bonneville Salt Flats (USA)                | ja              | V4-Motor mit 3000 cm³ Hubraum und 500 PS. |
| 25. Sep. 2010 | 605,698 km/h      | Top Oil Ack Attack               | Rocky Robinson     | Bonneville Salt Flats (USA)                | ja              | zwei Suzuki-Motoren mit zusammen 2600 cm³ Hubraum. |

## Kontroverse um Spirit of America

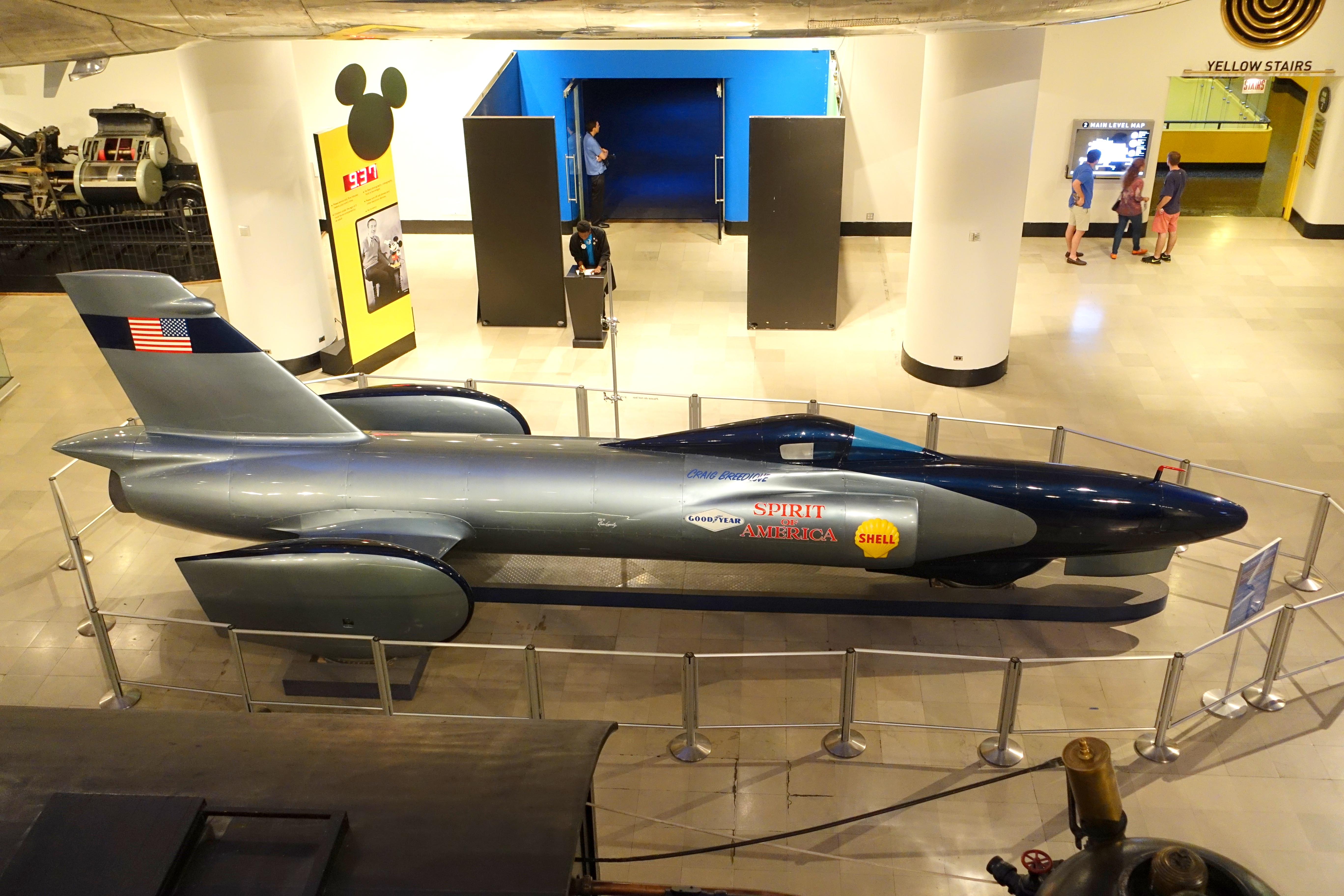
Spirit of America von der FIA abgelehnt, von der FIM anerkannt

Am 5. September 1963 stellte Craig Breedlove mit Spirit Of America auf den Bonneville Salt Flats mit 407,447 mph (655,722 km/h) seinen ersten Rekord auf. Er war damit der Erste, der die sogenannte „400-Meilen-Barriere“ für Landfahrzeuge durchbrach. 
Als Spirit of America gebaut wurde, verlangte das Reglement der Fédération Internationale de l’Automobile (FIA) für einen Geschwindigkeitsrekord über Land vier Räder. Breedloves Fahrzeug war aber faktisch ein Dreirad. Auch die Art des Antriebs führte zu einer Kontroverse, da Spirit of America von einem Strahltriebwerk angetrieben wurde, die FIA ein Automobil aber als „über die Räder angetrieben“ definierte. Die Resultate wurden daher von der FIA nicht anerkannt. 
Die Fédération Internationale de Motocyclisme (FIM) tat dies jedoch, indem sie das Fahrzeug kurioserweise als Motorrad mit Beiwagen einstufte.
Über einen gewissen Zeitraum gab es somit gleichzeitig zwei konkurrierende „absolute“ Landgeschwindigkeitsrekorde über die 1-Meilen-Distanz:
- den von der FIA zertifizierten des Briten John R. Cobb mit dem Railton Mobil Special mit 394,190 mph (634 km/h) vom 16. September 1947 und
- den von der FIM zertifizierten von Breedlove mit Spirit of America mit 407,447 mph (655,722 km/h).

Das Fahrzeug von Cobb hatte zwei Napier-Lion-12-Zylinder-Flugmotoren, die alle vier Räder antrieben.
Soweit bekannt, beanspruchte Breedlove den Motorradrekord nicht für sich, da er sein Fahrzeug zu „…100% as a car…“ definierte. In der nächsten Evolutionsstufe von Spirit of America (Sonic 1) hatte das Fahrzeug die regelkonformen vier Räder, etwa gleichzeitig erkannte die FIA die Verwendung eines, nicht die Räder antreibenden, Strahltriebwerks an.

## Elektromotorrad
Im November 2020 stellte der sechsmalige Motorrad-Weltmeister Max Biaggi mit einer speziell vorbereiteten Voxan Wattman (Leistung 317 kW / 425 PS) einen neuen Geschwindigkeitsrekord für E-Motorräder auf. Auf einem Flugplatz in Frankreich erzielte er 254 mph (408,77 km/h) über die fliegende „Meile“. im Rahmen dieser Session wurden noch weitere elf FIM-Klassenrekorde gebrochen. Die bisherige Bestmarke lag bei 329 km/h, sie wurde 2019 vom Japaner Ryuji Tsuruta 2019 mit der Mobitec EV-02A erreicht.
Der „absolute“ Weltrekord für Elektromotorräder (in der offenen Klasse) wird aktuell (2021) von Eva Håkansson mit dem vollverkleideten Streamliner-Bike Killajoule gehalten. Auf den Bonneville Saltflats erreichte sie 434,9 km/h (270,224 mph).

## Drag Bike
Eine gewisse „Sonderstellung“ nehmen die Drag Bikes ein, die ihre Bestmarken (Zeit und Geschwindigkeit) auf speziell präparierten Strecken über die Distanz von einer ¼ Meile (402,32 Meter) bei stehendem Start ermitteln. Der aktuelle Weltrekord wird von dem US-Amerikaner Larry „Spiderman“ McBride gehalten, der die Viertelmeile in 5,50 s bei 264 mph (424,86 km/h) am 21. November 2019 im South Georgia Motorsports Park zurücklegte. Die europäischen Bestmarken liegen bei 5,662 s (Filippos Papafilippou) und 403,06 km/h (Rikard Gustafsson).